# Limenitis lorzina
Limenitis lorzina är en fjärilsart som beskrevs av Hans Fruhstorfer 1915. Limenitis lorzina ingår i släktet Limenitis och familjen praktfjärilar. Inga underarter finns listade i Catalogue of Life.